# Раян Джек
Раян Джек (англ. Ryan Jack; нар. 27 лютого 1992, Абердин, Шотландія) — шотландський футболіст, центральний півзахисник шотландського клубу «Рейнджерс».

## Клубна кар'єра
Вихованець клубу «Абердин» зі свого рідного міста, в академії якого перебував з восьми років. Влітку 2008 року молодий гравець підписав з клубом свій перший професійний контракт. Дебют Райана в першому складі «донс» відбувся 22 вересня 2010 року, коли він замінив Пола Гартлі в матчі Кубка шотландської ліги проти «Рейт Роверс». Через чотири дні Джек вперше вийшов на поле в матчі шотландської Прем'єр-ліги — того дня суперниками «червоних» були футболісти «Рейнджерс». 26 січня 2011 року Райан забив свій перший гол за «Абердин», вразивши ворота «Інвернесс Каледоніан Тісл».
12 жовтня 2011 року Джек ще на два з половиною роки продовжив із «червоними» угоду про співпрацю. 13 грудня 2011 року в матчі Прем'єр-ліги проти «Сент-Джонстона» він забив гол із центру поля, після того, як воротар суперника Пітер Енкельман невдало вибив м'яч. У червні 2013 року Джек підписав трирічний контракт, за яким він залишався в клубі до 2016 року. Згодом він зіграв ключову роль у виході «Абердина» до півфіналу Кубка ліги, але в січні отримав травму у матчі чемпіонату проти «Мотервелла» і залишився поза грою на шість тижнів, пропустивши півфінал із «Сент-Джонстоном». 11 січня 2015 року Джек був названий гравцем місяця за версією SPFL за грудень 2014. 24 червня 2015 року Джека було призначено капітаном команди на сезон 2015/16 років.
1 червня 2017 року Джек підписав трирічний контракт із шотландським клубом «Рейнджерс». Після підписання колишній капітан «Абердіна» сказав, що він був великим фанатом «Рейнджерс», коли ріс, і що для нього було «честю та привілеєм» приєднатися до клубу. 29 червня 2017 року він дебютував за «Рейнджерс» проти люксембурзького клубу «Прогрес Нідеркорн» у першому відбірковому раунді Ліги Європи 2017/18, який рейнджери програли 1:2 за сумою двох матчів після поразки 0:2 у гостях. У січні 2018 року «Рейнджерс» підтвердив, що Джеку була потрібна операція через травму коліна, отриманої під час матчу в попередньому місяці, що на деякий час виключило його зі складу. Джек підписав новий контракт із клубом 21 грудня 2018 року, який триватиме до кінця сезону 2020/21. 29 грудня 2018 року він забив свій перший гол за клуб у дербі Старої Фірми проти «Селтіка», завдяки чому «Рейнджерс» виграв із рахунком 1:0. 22 жовтня 2019 року він підписав з клубом новий чотирирічний контракт.
2021 року Джек допоміг «Рейнджерсу» вперше за 10 років виграти чемпіонський титул, завершивши сезон без поразок і набравши рекордні 102 очки. Наступного року він став з командою володарем Кубка Шотландії, забивши в тому числі переможний гол у фіналі проти «Гарт оф Мідлотіана» (2:0), а також допоміг команді стати фіналістом Ліги Європи. Станом на 24 травня 2022 року відіграв за команду з Глазго 94 матчі в національному чемпіонаті.

## Виступи за збірну
З 2007 року Джек захищав кольори різних юнацьких збірних Шотландії. У 2010 році Райан був гравцем національної команди (до 19 років), у складі якої він провів єдиний матч 18 серпня 2010: товариську зустріч проти однолітків з Мальти.
29 липня 2011 року Джек був уперше викликаний до молодіжної збірної країни на виставковий поєдинок з Норвегією. У тій зустрічі відбувся дебют Райана у складі «молодіжки» і на 76-й хвилині півзахисник забив гол у ворота «вікінгів». Остаточний рахунок матчу — 3:0 на користь горців.
9 листопада 2017 року Джек дебютував за національну збірну Шотландії у товариському матчі проти Нідерландів. Матч проходив в Абердині, і на початку матчу його освистували щоразу, коли він торкався м'яча з боку деяких уболівальників з натовпу, через суперництво між цими клубами та поганий настрій, викликаний його переходом у «Рейнджерс»; інші фанати відповіли на це оплесками.
Джек допоміг Шотландії кваліфікуватись на Євро-2020, але змушений був пропустити фінальний турнір через травму, яка потребувала операції.

## Особисте життя
Джек є шанувальником відеоігор. Кумир Райана на футбольному полі — Стівен Джеррард.

## Досягнення
- Чемпіон Шотландії: 2020/21
- Володар Кубка Шотландії: 2021/22
- Володар Кубка шотландської ліги: 2013/14, 2023/24